# Velkommen til Medina
| Recensione       | Giudizio |
| ---------------- | -------- |
| AllMusic         |          |
| Berlingske Media |          |
| Ekstra Bladet    |          |
| Gaffa            |          |
| Jyllands-Posten  |          |
| Politiken        |          |
| Soundvenue       |          |

Velkommen til Medina è il secondo album della cantante danese Medina, pubblicato il 31 agosto 2009 dall'etichetta discografica At:tack. L'album è stato prodotto dalle squadre di produttori Providers e Motrack. Dall'album sono stati estratti quattro singoli: Kun for mig, Velkommen til Medina, Ensom e Vi to.
Di esso il 23 novembre 2009 è stata pubblicata anche un'edizione speciale che include un secondo CD contenente remix e versioni alternative delle canzoni precedentemente pubblicate.

## Tracce[9]
- At:tack Music (ATTACKCD113)

1. Velkommen til Medina (Medina Valbak, Rasmus Stabell, Jeppe Federspiel) - 4:58
2. Kun for mig (Medina Valbak, Rasmus Stabell, Jeppe Federspiel) - 4:16
3. Rick Ross (Medina Valbak, Christian von Staffeldt) - 3:01
4. Stikker du af (Medina Valbak, Rasmus Stabell, Jeppe Federspiel) - 3:24
5. Ensom (Medina Valbak, Rasmus Stabell, Jeppe Federspiel) - 4:12
6. Vi to (Medina Valbak, Rasmus Stabell, Jeppe Federspiel) - 4:02
7. Joanna (Medina Valbak, Christian von Staffeldt) - 3:30
8. Jante (Medina Valbak, Rasmus Stabell, Jeppe Federspiel) - 3:32
9. Perfektion (Medina Valbak, Christian von Staffeldt) - 3:19
10. Er du med (Medina Valbak, Rasmus Stabell, Jeppe Federspiel) - 5:10

CD 2 (edizione speciale)
1. Kung for mig (Akustisk Mix) - 3:40
2. Vi to (Akustisk Mix) - 3:55
3. Ensom (Akustisk Mix) - 4:12
4. Kung for mig (Svenstrup & Vendelboe Remix) - 5:02
5. Kung for mig (Rune RK Remix) - 6:00
6. You & I (Original Mix) - 4:12
7. You & I (El Bruhn Remix) - 4:44
8. You & I (Filur Remix) - 5:32
9. Kun for dig (con L.O.C.) - 4:13
10. Teri Yaad (con Waqas) - 4:13
11. Velkommen til Medina (Svenstrup & Vendelboe Remix) - 5:49
12. Velkommen til Medina (Traplite Remix) - 7:09
13. Velkommen til Medina (Massimo & Dominique Remix) - 6:32

## Classifiche
| Classifica (2010) | Posizione massima |
| ----------------- | ----------------- |
| Danimarca         | 2                 |

## Date di pubblicazione
| Paese       | Data           | Formato               | Etichetta  |
| ----------- | -------------- | --------------------- | ---------- |
| Danimarca   | 31 agosto 2009 | CD, download digitale | At:tack    |
| Svezia      | 31 agosto 2009 | CD, download digitale | At:tack    |
| Australia   | 31 agosto 2009 | CD, download digitale | MBO        |
| Regno Unito | 31 agosto 2009 | Download digitale     | Parlophone |